# Bill Pohlad
William Michael Pohlad, detto Bill (Minneapolis, 30 novembre 1955), è un produttore cinematografico e regista statunitense.

## Biografia
Nato nel Minnesota, è il figlio del multi-miliardario Carl Raymond Pohlad, imprenditore di origini slovacche e proprietario dei Minnesota Twins, e di Mary Eloise O'Rourke, di origini irlandesi. Il padre è considerato, secondo Forbes, uno dei 400 uomini più ricchi degli Stati Uniti.
Nel 1990 debutta alla regia con il film Old Explorers. Negli anni seguenti ha lavorato come produttore esecutivo, producendo film come I segreti di Brokeback Mountain, I'm Going to Tell You a Secret, Radio America e Fur - Un ritratto immaginario di Diane Arbus. Nel 2007 è tra i produttori del film di Sean Penn Into the Wild - Nelle terre selvagge e nel 2011 di The Tree of Life.

## Filmografia parziale

### Produttore
- Old Explorers, regia di William Pohlad (1990)
- I segreti di Brokeback Mountain (Brokeback Mountain), regia di Ang Lee (2005)
- I'm Going to Tell You a Secret, regia di Jonas Åkerlund e Dago Gonzales (2005) - documentario
- Radio America (A Prairie Home Companion), regia di Robert Altman (2006)
- Fur - Un ritratto immaginario di Diane Arbus (Fur: An Imaginary Portrait of Diane Arbus), regia di Steven Shainberg (2006)
- Into the Wild - Nelle terre selvagge (Into the Wild), regia di Sean Penn (2007)
- Food, Inc., regia di Robert Kenner (2008) - Documentario
- The Runaways, regia di Floria Sigismondi (2010)
- Fair Game - Caccia alla spia (Fair Game), regia di Doug Liman (2010)
- The Tree of Life, regia di Terrence Malick (2011)
- 12 anni schiavo (12 Years a Slave), regia di Steve McQueen (2013)
- Wild, regia di Jean-Marc Vallée (2014)
- Gli invisibili (Time Out of Mind), regia di Oren Moverman (2014)
- Love & Mercy, regia di Bill Pohlad (2014)
- Il tuo ultimo sguardo (The Last Face), regia di Sean Penn (2016)
- Sette minuti dopo la mezzanotte (A Monster Calls), regia di Juan Antonio Bayona (2016)
- Voyage of Time - Il cammino della vita (Voyage of Time), regia di Terrence Malick (2016)
- La vita nascosta - Hidden Life (A Hidden Life), regia di Terrence Malick (2019)

### Regista
- Old Explorers (1990)
- Love & Mercy (2014)